# Cratere Cervantes
Cervantes è un cratere d'impatto presente sulla superficie di Mercurio, a 76,05° di latitudine sud e 124,27° di longitudine ovest, nella maglia Bach, in prossimità dei crateri Bernini e van Gogh. Il suo diametro è pari a 213,16 km.
Il cratere è dedicato al romanziere e poeta spagnolo Miguel de Cervantes.